# Concreto (filosofía)
En filosofía, un concepto es considerado concreto si no es abstracto: Tiene que ser a la vez particular y un individuo, y debido a esto ocupan espacio y tiempo. Decir que un objeto físico es concreto, aproximadamente, que es un individuo particular que está localizado en un lugar y tiempo particular.
La ciencia generalmente trata con objetos concretos; las leyes de la física que aplican a cosas como planetas y átomos no aplican a la justicia o a las matemáticas. Entidades concretas tienen masa y carga eléctrica y otras características físicas, pero a diferencia de las abstracciones no tienen un valor de verdad; una piedra no es verdadera o falsa, es o existente o inexistente, y este estado depende de las circunstancias como el lugar y el tiempo.